# 中国农业科学院烟草研究所
中国农业科学院烟草研究所，也称“山东省烟草研究所”、“中国烟草总公司青州烟草研究所”是一所位于中华人民共和国山东省青岛市的研究所，1958年4月正式成立于时山东省益都县（现青州市），1959年4月增名“山东省烟草研究所”，1987年加挂“中国烟草总公司青州烟草研究所”，2005年正式搬迁至青岛市现址。目前主要由中国农业科学院进行管理。
中国农业科学院烟草研究所是中国唯一的国家级烟草农业科研单位，主要从事烟草植物相关研究试验工作。